# 艦隊は踊る
『艦隊は踊る』（かんたいはおどる、英語: Hit the Deck）は、1955年に完成・公開されたアメリカ合衆国のミュージカル映画である。ロイ・ローランドが監督、ジェーン・パウエルやトニー・マーティン、デビー・レイノルズなどが出演した。シネマスコープ方式で撮影されている。1929年に製作された同名作品のリメイク。

## キャスト
- スーザン・スミス：ジェーン・パウエル
- ウィリアム・F・クラーク：トニー・マーティン
- キャロル・ペイス：デビー・レイノルズ
- ダニエル（スーザンの父）：ウォルター・ピジョン
- リコ・フェラーリ：ヴィック・ダモーン
- ウェンデル・クレイグ：ジーン・レイモンド（英語版）
- ジンジャー：アン・ミラー
- ダニー（スーザンの弟）：ラス・タンブリン
- ジェニー：ジェーン・ダーウェル

## スタッフ
- 製作：ジョー・パスターナク（英語版）
- 監督：ロイ・ローランド（英語版）
- 脚本：ソニア・レヴィン、ウィリアム・ルドウィグ（英語版）
- 音楽監督：ジョージ・ストール
- 美術：セドリック・ギボンズ、ポール・グロッセ（英語版）
- 装置：エドウィン・B・ウィリス、フレッド・M・マクリーン（英語版）
- 衣裳：ヘレン・ローズ
- 録音：ウェズリー・C・ミラー（英語版）

## 参照
1. 1 2   The Eddie Mannix Ledger, Los Angeles: Margaret Herrick Library, Center for Motion Picture Study.
2. ↑  “Hit the Deck - Production & Contact Info | IMDbPro”. pro.imdb.com. 2025年8月8日閲覧。
3. ↑  “Hit the Deck - Production & Contact Info | IMDbPro”. pro.imdb.com. 2025年8月8日閲覧。